# ヤミー・マミー
ヤミー・マミー（Yummy mummy）という用語は、20世紀後半になって生まれた言葉で、エリザベス・ハーレイやヴィクトリア・ベッカムのような、出産後すぐに妊娠前の体型を取り戻し、その後も気ままで豊かな生活を送るセレブママに対して使用されることが多かった。
「Yummy mummy」は韻を踏んだ表現で、MILFに似たスラング的意味合いを持つが、MILFが示す熟女よりも若い女性を対象としている。「セクシーな人妻」や「魅力的な母親」といった意味合いになる。

## メディア
1999年放映の『The Nanny』シリーズ6の第13話は、「The Yummy Mummy」というタイトルであった。
タイムズ紙に寄稿したNirpal Dhaliwalによると、ステレオタイプの「ヤミー・マミー」は、「都市で死ぬほど働いて稼いでいる夫から渡されたお金を自由に使い、有名デザイナーの服を着て...マストアイテムである最新のバッグを持ち、髪と爪は完璧に手入れされている」存在であると解説された。
Netflixでは、2017年よりオーストラリアで制作された『ヤミー・マミーズ』というリアリティ番組が配信されている。

## 例
Wonderslistでは、ボリウッド女優の「ヤミー・マミー」を挙げている。
1. マドゥリ・ディークシット
2. トゥインクル・カンナー（英語版）
3. カジョール
4. アイシュワリヤー・ラーイ・バッチャン
5. ラヴィーナー・タンダン（英語版）
6. ソナリ・ベンドレ（英語版）
7. ジューヒー・チャーウラー
8. ララ・ダッタ
9. カリシュマ・カプール
10. シルパー・シェッティ（英語版）
11. マヒマ・チョードリー（英語版）

## 影響
2008年には、セレブな「ヤミー・マミー」（が見せる生活や体型）が若い母親たちの憂鬱さを助長し、新米ママたちに自らの身体についての「“たるみ”や“肥満”、“くぼみ”」を感じさせていると報告された。